# Árheimar
Árheimar ("casa del fiume") fu una capitale gotica secondo la Saga di Hervör. Il racconto dice solo che si trovava sul fiume Dnepr.
Apparve per la prima volta nella saga quando Angantyr vendicò il padre Heidrek riconquistando la maledetta spada dei nani, Tyrfing:
Fu durante questa festa che il fratellastro Unno di Angantyr, Hlöd, fece la sua comparsa alla testa di un grande esercito per pretendere l'eredità:
Arrivò cavalcando da est,
Arrivando nel luogo in cui Angantyr stava tenendo

il banchetto funebre di re Heithrek.
Arrivò presso la sua corte di Arheimar

Dove vivevano i Goti,
Chiedendo la sua parte di eredità lasciata

dal re quando partì per l'inferno.»
La successiva citazione si ha quando la coraggiosa sorella di Angantyr, Hervor, combatté gli Unni, nonostante il suo esercito fosse in netta minoranza rispetto all'orda e sapesse di non poter vincere:
Arheimar viene infine citata quando il Re dei Geati Gizur arrivò col suo esercito dalla Scandinavia per combattere al fianco dei Goti. La saga cita il luogo in cui Unni e Goti si scontrarono. Hlöd umiliò Gizur chiamandolo in ostrogoto (Gryting), e definendolo solo un amico di Angantyr proveniente da Arheimar, e non un re dei Geati:
-Restiamo uniti contro Gizur dei Grytingar Uomo di Angantyr, proveniente da Arheimar!
Re Humli disse:

-Non dobbiamo insultare l'araldica di chi ha viaggiato fin qui.
Gizur urlò:

-I tuoi cani Unni non ci sottometteranno con l'astuzia.
Allora Gizur speronò il proprio cavallo tornando da re Angantyr, raggiungendolo e salutandolo. Il re gli chiese se avesse parlato con gli Unni.

Gizur rispose:

-Gli ho parlato e li ho sfidati ad incontrarci sul campo di battaglia di Dunheith (la pianura del Danubio) e nella valle di Dylgia.»

## Árheimar nella storia reale
Árheimar è stata collegata alla città di Oium sia da Heinzel che da Schütte.

## Fonti
Le citazioni sono state tradotte da:
- Hervar saga by Kershaw, su home.ix.netcom.com. URL consultato il 30 maggio 2008 (archiviato dall'url originale il 27 dicembre 2006).